# Bucy-lès-Pierrepont
Bucy-lès-Pierrepont es una comuna francesa, situada en el departamento de Aisne, de la región de Alta Francia.

## Demografía
| 629 | 607 | 521 | 457 | 432 | 418 | 420 | 421 |
| Para los censos de 1962 a 1999 la población legal corresponde a la población sin duplicidades (Fuente: INSEE [Consultar]) |     |     |     |     |     |     |     |